# Primorska poje
Revija pevskih zborov Primorska poje je glasbena prireditev, ki jo organizira Zveze pevskih zborov Primorske.

## Odlikovanja in nagrade
Leta 1999 je prireditev prejela srebrni častni znak svobode Republike Slovenije z naslednjo utemeljitvijo: »za tridesetletno širjenje pevske kulture in ljubiteljske kulturnoumetniške dejavnosti v celotnem slovenskem kulturnem prostoru, še posebej tostran in onstran primorske meje«.